# Stugtjärnen, Dalarna
Stugtjärnen är en sjö i Falu kommun i Dalarna och ingår i Dalälvens huvudavrinningsområde. Sjön har en area på 0,0565 kvadratkilometer och ligger 262 meter över havet.

## Delavrinningsområde
Stugtjärnen ingår i det delavrinningsområde (674092-151603) som SMHI kallar för Utloppet av Ågsjön. Medelhöjden är 269 meter över havet och ytan är 25,53 kvadratkilometer. Räknas de 4 avrinningsområdena uppströms in blir den ackumulerade arean 64,08 kvadratkilometer. Isalaån (Ryssjöån) som avvattnar avrinningsområdet har biflödesordning 3, vilket innebär att vattnet flödar genom totalt 3 vattendrag innan det når havet efter 255 kilometer. Avrinningsområdet består mestadels av skog (57 procent). Avrinningsområdet har 7,19 kvadratkilometer vattenytor vilket ger det en sjöprocent på 28,1 procent.